# OKMK FK
ОКМК FK (en uzbeko: Olmaliq kon-metallurgiya kombinati futbol klubi; en ruso: Футбольный клуб АГМК) es un club de fútbol de Uzbekistán que juega en la Superliga de Uzbekistán, la primera categoría del fútbol en el país.

## Historia
El club fue fundado en 2004 en la ciudad de Olmaliq, Uzbekistán, y su nombre completo significa Planta de Metalurgia y Minería de Almalyk (en ruso: Алмалыкский горно-металлургический комбинат / Almalykskiy gorno-mettalurgichesky kombinat), como sucesor del desaparecido Metallurg Almalyk, que existió entre 1966 y 1988 y jugó en la Segunda Liga Soviética.
En 2005, el club debutó en la Primera Liga de Uzbekistán (actual Pro Liga de Uzbekistán). En su primer año, el equipo terminó en el sexto lugar de su grupo, lo que representó un buen comienzo para el club. En 2007, terminó en el decimocuarto lugar, pero debido a que dos equipos que habían ganado el ascenso rechazaron la invitación por problemas financieros, el club fue ascendido a la Superliga de Uzbekistán (la máxima categoría del fútbol uzbeko).
En su debut en la Superliga de Uzbekistán en 2008, el club terminó en el décimo lugar de 16 equipos y llegó a las semifinales de la Copa de Uzbekistán. Durante ese año, el máximo goleador del club fue el delantero lituano Artūras Fomenka, quien anotó seis goles.
En 2009, el club cambió su nombre a FK Olmalyk y logró su mejor posición en la historia hasta ese momento, al terminar en el cuarto lugar de la Superliga. Sin embargo, a lo largo de los años, el club experimentó algunos altibajos en sus actuaciones en la liga.
En 2017, el club anunció el regreso a su nombre original ОКМК FK, en parte para reflejar su vínculo con la Almalyk Mining and Metallurgical Complex (AMMC), la empresa propietaria y patrocinadora principal del club. Este cambio coincidió con una reestructuración interna y una renovada motivación para mejorar sus desempeños en la liga.
En enero de 2018, el club retomó oficialmente el nombre de ОКМК FK, y en la misma temporada, ganó su primer Copa de Uzbekistán, un logro significativo para su historia. En 2020 y 2021, el club alcanzó la tercera posición en la Superliga de Uzbekistán, consolidándose como uno de los clubes más fuertes del país.
A lo largo de los años, el club ha sido conocido por su estrecha relación con el sector industrial de Olmaliq, especialmente con el Almalyk Mining and Metallurgical Complex. Esta vinculación ha influido en su cultura, y el equipo es comúnmente apodado como los Mineros. Además, ha mantenido una importante rivalidad con el FC Metallurg Bekabad, conocida como el "Derbi de los Minerales", debido a la competencia entre ambos clubes por representar a las grandes industrias mineras de Uzbekistán.

## Nombres
| 2004—2008 | AGMK    |
| 2009—2017 | Olmaliq |
| 2018—     | AGMK    |

## Palmarés
- Copa de Uzbekistán: 1

2018
- Superliga de Uzbekistán:

Tercer lugar (2020, 2021)

## Participación en competiciones de la AFC
El ОКМК FK ha tenido una destacada participación en diversas ediciones de la AFC Champions League, el torneo de clubes más importante de Asia. A continuación se presenta un resumen de su desempeño en estas competiciones:
| Temporada | Torneo               | Ronda          | Rival             | Resultado de ida | Resultado de vuelta | Notas                                                                                             |
| --------- | -------------------- | -------------- | ----------------- | ---------------- | ------------------- | ------------------------------------------------------------------------------------------------- |
| 2019      | AFC Champions League | 2ª Preliminar  | Istiklol          | 4–2              | 2–0                 | Superó la 2ª ronda preliminar con un resultado global de 4–2.                                     |
| 2019      | AFC Champions League | Play-off       | Al-Nassr          | 0–4              | 0–4                 | Eliminado en la siguiente fase por Al-Nassr con un resultado global de 0–4.                       |
| 2021      | AFC Champions League | Play-off       | Al Gharafa        | 1–0              | 1–0                 | Venció a Al-Gharafa SC en el play-off con un resultado global de 2–0.                             |
| 2021      | AFC Champions League | Fase de grupos | Al Hilal          | 0–3              | 2–2                 | Perdió contra Al-Hilal Saudi Football Club (0–3) y empató en el segundo partido (2–2).            |
| 2021      | AFC Champions League | Fase de grupos | Shabab al-Ahli    | 2–1              | 1–3                 | Logró una victoria (2–1) ante Shabab Al-Ahli Dubai FC, pero perdió en el segundo encuentro (1–3). |
| 2021      | AFC Champions League | Fase de grupos | Istiklol          | 2–3              | 2–1                 | Empató en casa (2–3) contra FC Istiklol y ganó de visitante (2–1).                                |
| 2023–24   | AFC Champions League | Preliminar     | Al-Seeb           | 1–0              | 1–0                 | Venció a Al-Seeb 1–0 en la fase preliminar.                                                       |
| 2023–24   | AFC Champions League | Play-off       | Al-Arabi          | 1–0              | 1–0                 | Superó a Al-Arabi SC en el play-off con un resultado global de 1–0.                               |
| 2023–24   | AFC Champions League | Fase de grupos | Al-Ittihad        | 0–3              | 0–3                 | Perdió ambos encuentros contra Al-Ittihad Jeddah Club (0–3 en casa y de visitante).               |
| 2023–24   | AFC Champions League | Fase de grupos | Sepahan           | 0–1              | 1–2                 | Sufrió derrotas contra Sepahan en ambos partidos (0–1 y 1–2).                                     |
| 2023–24   | AFC Champions League | Fase de grupos | Al-Quwa Al-Jawiya | 1–0              | 0–1                 | Empató en casa (1–0) contra Al-Quwa Al-Jawiya y perdió de visitante (0–1).                        |

## Entrenadores
| Periodo   | Nombre           |
| --------- | ---------------- |
| 2004-2007 | Rafael Fabarisov |
| 2008-2016 | Igor Shkvyrin    |
| 2016-     | Viktor Kumykov   |